# Zethus medius
Zethus medius är en stekelart som beskrevs av Brethes 1906. Zethus medius ingår i släktet Zethus och familjen Eumenidae. Inga underarter finns listade i Catalogue of Life.